# Cuyo (regió fisiogràfica)
Cuyo és una regió fisiogràfica i històrica de l'Argentina. Està situada al centre oest del país i tradicionalment la formen les províncies de Mendoza, San Juan i San Luis.
Hi predomina un relleu geogràfic de poca vegetació amb un clima desert o subdesert. Dins l'agricultura és notable la viticultura, essent la principal zona productora de vi d'Amèrica del Sud. També hi ha una oferta turística en alça relacionada amb el muntanyisme (a la regió hi ha l'Aconcagua) i l'esquí.

## Turisme
- Aconcagua: és la muntanya més alta dels Andes amb 6.962 metres d'altitud, té diverses glaceres. La temporada de visites al Parc provincial Aconcagua és de desembre a març.
- Fiesta Nacional de la Vendimia: se celebra el mesos de febrer a març.[2]
- Las Leñas: és un dels centres d'esquí i de snowboard més importants de l'Argentina.[3]
- Ñacuñán: reserva natural provincial de Mendoza, ubicada 180 km al sud-est de la capital provincial, és reserva de la biosfera segons la UNESCO des de 1986[4][5]
- Rius mendocinos: per a fer ràfting.
- Ischigualasto: també conegut com la "Valle de la Luna".[6]

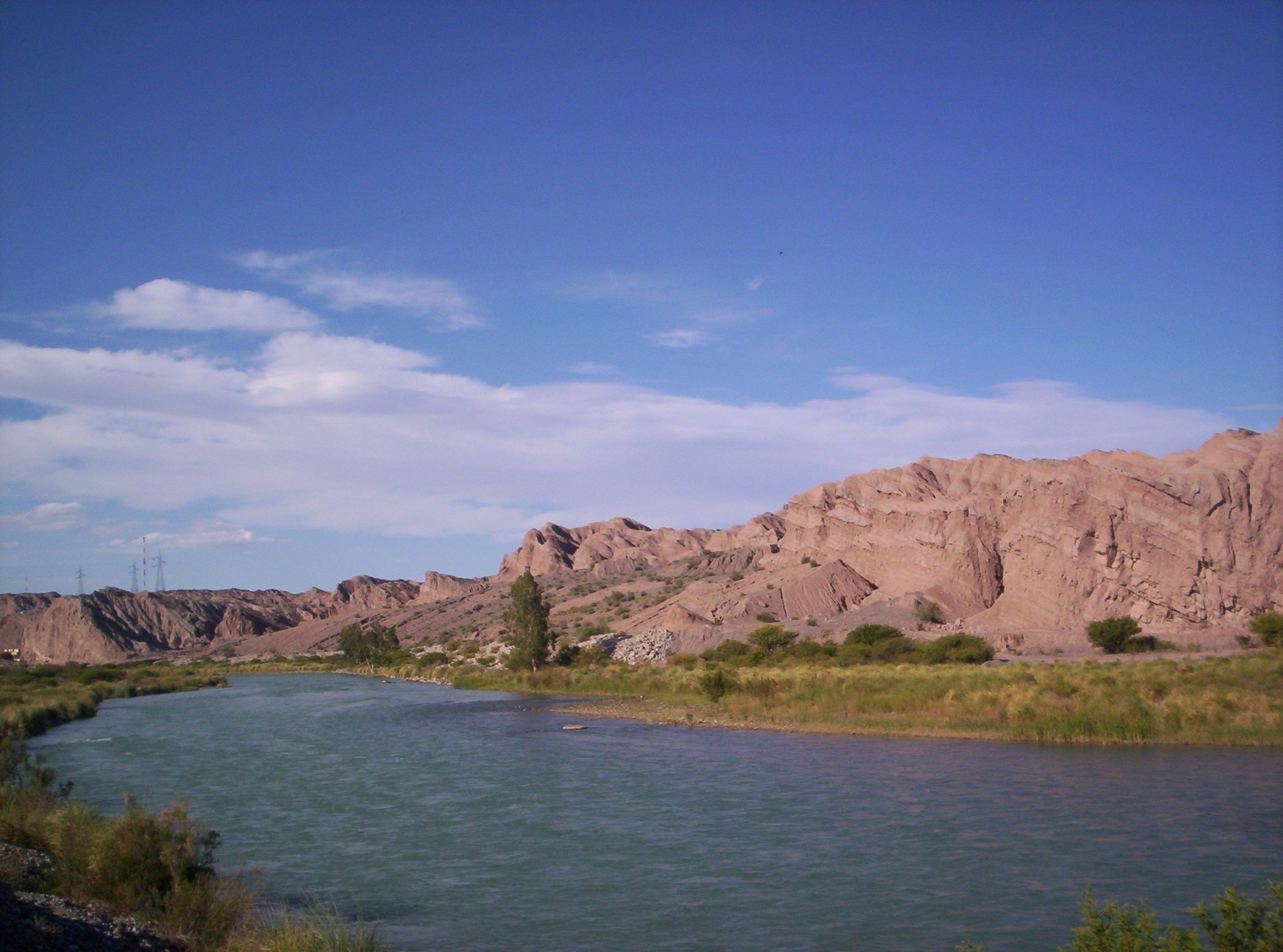
Riu San Juan, un dels cursos d'aigua més important de la regió de Cuyo
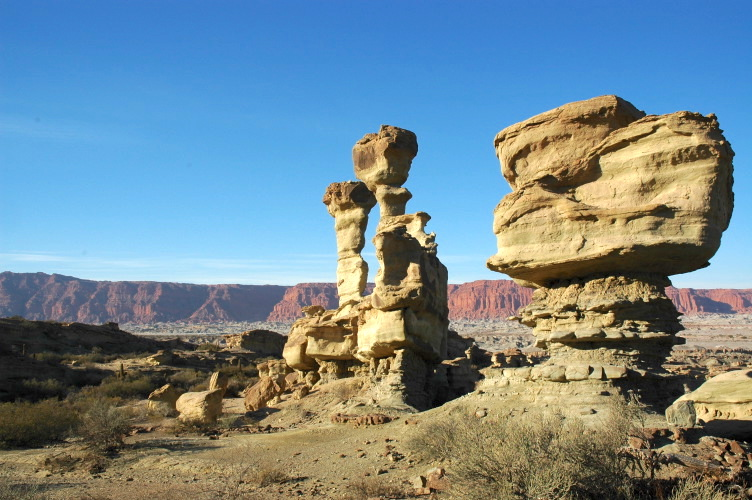
Oliveres i vinyes es troben al paisatge desèrtic de la província de San Juan
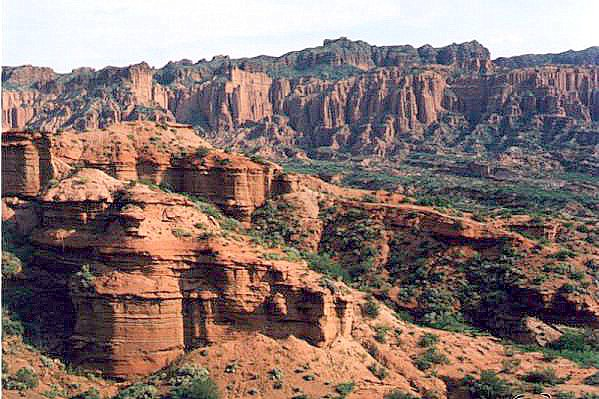
Merlo: principal destinació turística de la província de San Luis.
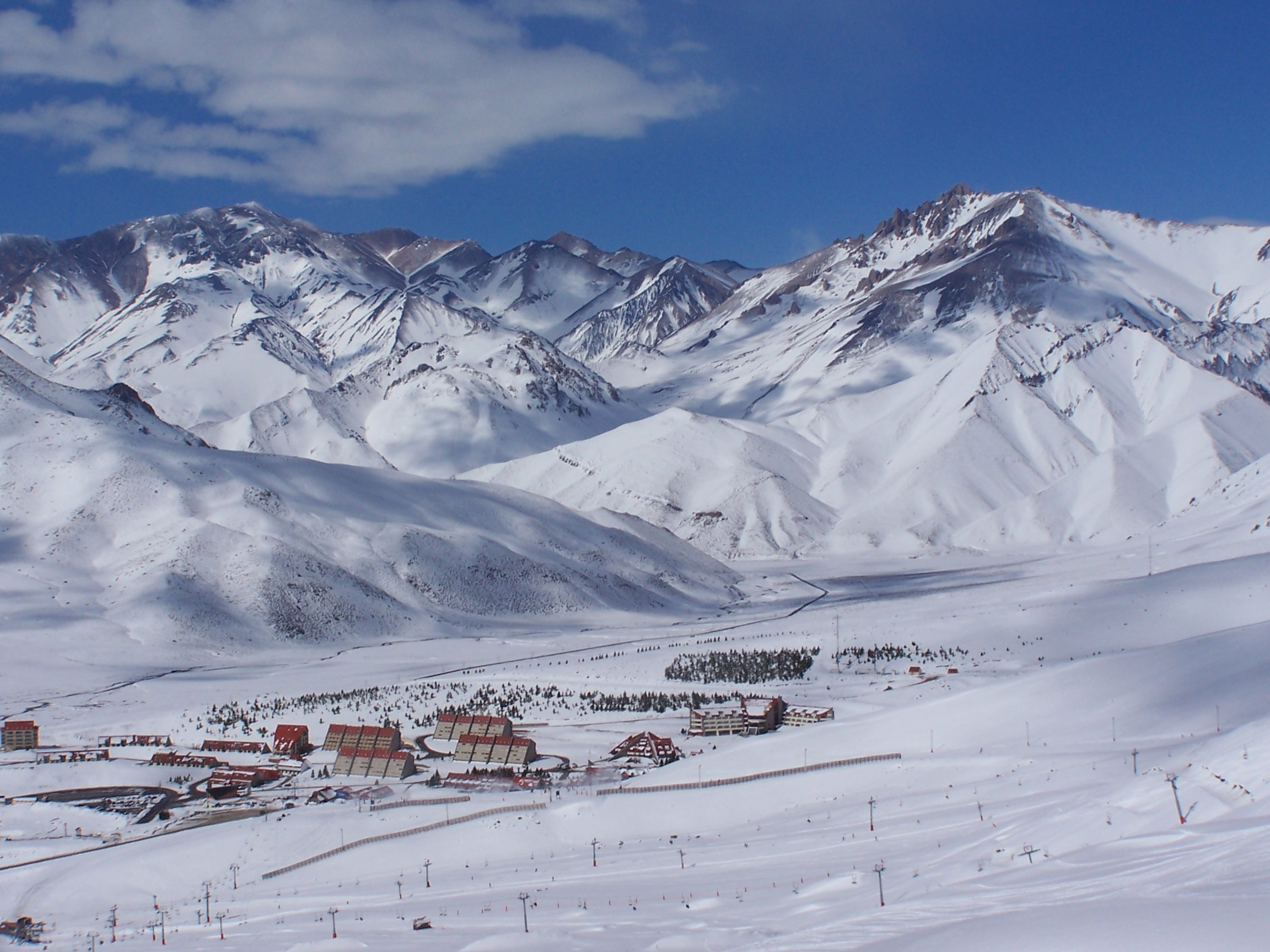
Cellers i turons nevats, aigües termals i folklore a la província de Mendoza